# Synnex

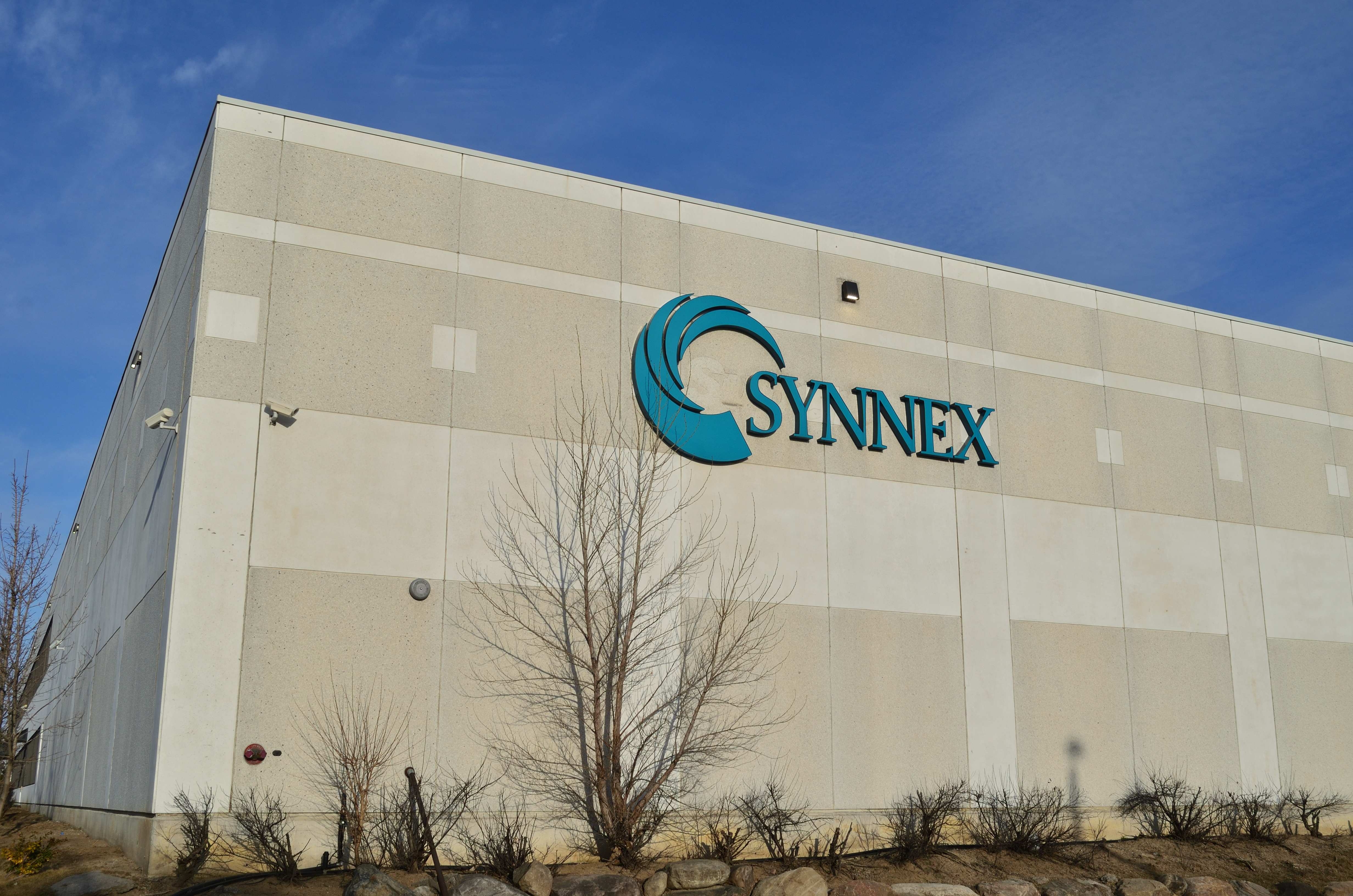
Synnex-Standort in Kanada

Synnex war ein US-amerikanisches B2B-Dienstleistungsunternehmen auf dem Gebiet der Informationstechnik. Tätigkeitsbereiche des Konzerns umfassen die IT-Distribution sowie Kundenservice- und Marketing-Dienstleistungen über Inbound- und Outbound-Callcenter. Im Jahr 2018 belegte das Unternehmen den Platz 169 auf der Fortune 500-Liste.
Synnex wurde 1980 durch den gebürtigen Taiwaner Robert Huang unter dem Namen Compac gegründet. Im Jahr 1994 wurde die Gesellschaft zur Synnex Corporation umfirmiert und 2003 an die Börse gebracht. Seit dem Jahr 2000 wuchs Synnex signifikant durch die Übernahme von Wettbewerbern wie Concentrix (2006), dem Customer Care Business von IBM (2014), dem Amerika-Geschäft von Westcon-Comstor (2017) und Convergys (2018).
Am 22. März 2021 wurde bekannt gegeben, dass Synnex einen 55-%-Anteil an Tech Data übernehmen werde, als Kaufpreis wurden 7,2 Milliarden US-Dollar, inklusive Schulden, angegeben.
Am 21. September 2021 fusionierten beide Unternehmen zu TD Synnex.